# Saint-Martin-la-Méanne
 Saint-Martin-la-Méanne  là một xã thuộc tỉnh Corrèze trong vùng Nouvelle-Aquitaine miền trung Pháp.